# Key Lime Air
Key Lime Air ist eine im Jahre 1997 von Cliff Honeycutt und Glenn Rich gegründete US-amerikanische Fluggesellschaft mit Sitz in  Englewood, Colorado, und Basis am Flughafen Centennial. Die Fluggesellschaft führt Linienflüge, Charterflüge (unter der Marke Denver Air Connection) und Frachtflüge im Auftrag von United Parcel Service durch.

## Flotte
Die Flotte besteht mit Stand 2023 aus 43 Flugzeugen.
| Flugzeugtyp                            | aktiv | bestellt | Anmerkungen | Sitzplätze |
| -------------------------------------- | ----- | -------- | ----------- | ---------- |
| Dornier 328 Jet                        | 10    |          |             | 30         |
| Embraer EMB 120 Brasilia               | 01    |          |             | 50         |
| Embraer ERJ-145 JetTor                 | 05    |          |             | 50         |
| Fairchild Swearingen Metroliner SA-226 | 08    |          |             | 9          |
| Fairchild Swearingen Metroliner SA-227 | 18    |          |             | 9          |
| Learjet LR24                           | 01    |          |             | 6          |
| Gesamt                                 | 43    |          |             |            |

## Ehemalige Flugzeugtypen
Key Lime Air verwendete früher folgende Flugzeugtypen:
- Cessna 404 Titan
- Piper PA-31-350 Navajo Chieftain